# Kethupura, Tirumakudal Narsipur
Kethupura là một làng thuộc tehsil Tirumakudal Narsipur, huyện Mysore, bang Karnataka, Ấn Độ.